# Helene Richter
Helene Richter (ur. 4 sierpnia 1861 w Wiedniu, Austro-Węgry, zm. 8 listopada 1942 w Getcie Theresienstadt, Protektorat Czech i Moraw) – austriacka anglistka, pisarka, teatrolożka, literaturoznawczyni.

## Życiorys
Urodziła się w Wiedniu jako córka Maximiliana Richtera, głównego lekarza Südbahngesellschaft, i Emilie Lackenbacher. Dorastała w mieszczańskiej rodzinie zasymilowanych Żydów. Jej młodsza siostra Elise była romanistką i pierwszą kobietą, która została profesorem w Austrii.
Pobierała nauki prywatne. Od 1891 mogła uczęszczać na niektóre wykłady Uniwersytetu Wiedeńskiego jako wolny słuchacz. W 1886 rozpoczęła studia nad twórczością Mary Shelley. Napisała wiele prac biograficznych i monografii na jej temat, jak również o jej matce Mary Wollstonecraft, Williamie Blake’u i Lordzie Byronie, George’u Eliocie czy Szekspirze. Stworzyła trzytomową Historię angielskiego romantyzmu. Współpracowała z wiedeńskim Burgtheater. Zaowocowało to książkami takimi jak Unser Burgtheater, Schauspielercharakteristiken czy Josef Lewinsky, 50 Jahre Wiener Kunst und Kultur, w których opisywała historię najlepszych lat teatru. Za swoje prace została w 1931 uhonorowana tytułami Doktora honoris causa Uniwersytet w Heidelbergu i Friedrich-Alexander-Universität Erlangen-Nürnberg.
W 1942 Helene i jej siostra Elise zostały deportowane do getta Theresienstadt utworzonego przez Niemców w Protektoracie Czech i Moraw. Zmarła w obozie 8 listopada 1942 na zapalenie jelita cienkiego.

## Biblioteka
Po zwolnieniu z Uniwersytetu Wiedeńskiego siostry Richter zostały zmuszone przez brak środków do życia do sprzedaży swojej biblioteki. W 1942 biblioteka sióstr Richter obejmująca ok. 3000 tomów została przeniesiona na Uniwersytet w Kolonii. Po przekształceniu biblioteki w archiwum dzieła zostały odkryte i są od 2005 restaurowane i publikowane.

## Upamiętnienie
- W 2008 ulica Margret Dietrich we Floridsdorfie (dzielnicy Wiednia) została nazwana jej imieniem.
- Związek Niemieckich Anglistów przyznaje corocznie nagrodę imienia Helene Richter dla najlepszych prac doktorskich i habilitacyjnych[6].